# 米娅·法罗
米娅·法罗（英語：Mia Farrow，全名，1945年2月9日—），女，美國演員，演出超過四十部影片並獲得金球獎、英國電影和電視藝術學院最佳女演員等獎項。同時她也身兼聯合國兒童基金會親善大使的身份。

## 生平

### 早期
法羅出生於加州洛杉磯，從小在南加州比佛利山成長。因父母拍片的關係，而有機會隨他們到處旅行。1947年米亞與母親和妹妹拍攝了一部短片，此為她初次於螢幕上露面。1950年，她在美國政府冷戰宣傳片《臥倒並掩護》中演出。

### 職業生涯
法羅參為選秀為取得電影《真善美》中長女Liesl Von Trapp的角色（最終由Charmian Carr獲得此角色）。1960年代，她由擔任配角而開始其職業演員生涯。爾後她在黃金時段的肥皂劇《冷暖人間》的演出而成為知名女演員。她與法蘭克·辛納屈因此片而相識並結婚，但只维持两年婚姻关系。1968年，在羅曼·波蘭斯基導演的《失嬰記》中，米亞首度擔任女主角。此片為米亞法羅深具義意的演出並因此而獲得金球獎新進女演員獎（此獎項在1983年後就不再頒發）。因《失嬰記》的成功，米亞躍為一線女演員。

## 社会活动

### 支援人權
米娅·法罗為聯合國兒童基金會當義工，為《芝加哥論壇報》寫文章，愛發表國際、政治、人道主義的個人見解。米娅·法罗是人權運動活躍人士，她關注蘇丹種族屠殺問題。近來她於個人網站詳細明列如何參與反對達佛種族著殺，並貼出她個人探訪達佛、查德及中非共和國的照片和親身體驗。2007年，米娅·法罗曾經到過查德、盧安達、亞美尼亞、波士尼亞、德國、柬埔寨等地作特殊項目旅遊，她的言論一直受到不少輿論的壓力。
2007年3月28日，米娅·法罗在美国《华尔街日报》上刊文，稱北京奥运会是“种族屠杀奥运会”，批評担任北京奥运会艺术顾问的美国导演斯蒂芬·斯皮尔伯格。2008年，由於西藏314事件，斯皮尔伯格在當地左派工會威脅罷工的壓力下宣布辞去北京奥运会艺术顾问一职。香港外國記者協會透露，米娅·法罗計劃在2008年5月2日於奧運聖火在香港傳送當日訪問香港，發表人權演講。但她在入境期間遭到香港政府官員的留難，此後未再獲准進入中國。她在2014年公開支持香港的雨傘革命。

## 家庭
父親約翰·法羅（John Farrow）為澳洲籍導演，母親莫琳·歐莎莉文（Maureen O'Sullivan）為愛爾蘭籍演員。兩位妹妹Tisa Farrow與Prudence Farrow亦為女演員。
有多名親生子女及收养子女。
- 親生子女：馬修·菲尼亞斯·普列文，出生1970年2月26日（55歲）
- 親生子女：薩沙·維利爾斯·普列文，出生1970年2月26日（55歲）
- 親生子女：弗萊徹·法羅·普列文，出生1974年3月14日（51歲）
- 收養子女：戴西·普列文，出生1974年10月6日（50歲）
- 收養子女：摩西·法羅，出生1978年1月27日（47歲）
- 收養子女：迪倫·奧沙利文·法羅，出生1985年7月11日（39歲）
- 親生子女：羅南·西莫·法羅，出生1987年12月19日（37歲）

## 影視作品
| 年份   | 片名                             | 片名                           | 角色 | 備註                                                                    |
| 年份   | 譯名                             | 原名                           | 角色 | 備註                                                                    |
| ------ | -------------------------------- | ------------------------------ | ---- | ----------------------------------------------------------------------- |
| 1964年 | 《冷暖人間》                     | Peyton Place                   |      | 提名 - 金球獎最佳電視女明星                                             |
| 1968年 | 《魔鬼怪嬰》                     | Rosemary's Baby                |      | 提名 - 金球獎最佳戲劇類電影女主角 提名 - 英國電影學院獎最佳女主角       |
| 1968年 | 《滄海孤女恨》                   | Secret Ceremony                | 倩契 | 提名 - 英國電影學院獎最佳女主角                                         |
| 1969年 |                                  | John and Mary                  |      | 提名 - 金球獎最佳音樂及喜劇類電影女主角 提名 - 英國電影學院獎最佳女主角 |
| 1974年 | 《大亨小傳》                     | The Great Gatsby               |      |                                                                         |
| 1982年 | 《仲夏夜綺夢》                   | A Midsummer Night's Sex Comedy |      | 提名 - 金草莓獎最差女主角                                               |
| 1984年 | 《意馬心猿》                     | Broadway Danny Rose            |      | 提名 - 金球獎最佳音樂及喜劇類電影女主角                                 |
| 1985年 | 《開羅紫玫瑰》                   | The Purple Rose of Cairo       |      | 提名 - 金球獎最佳音樂及喜劇類電影女主角 提名 - 英國電影學院獎最佳女主角 |
| 1986年 | 《漢娜姊妹》                     | Hannah and Her Sisters         |      | 提名 - 英國電影學院獎最佳女主角                                         |
| 1989年 | 《歡情太暫》                     | Crimes and Misdemeanors        |      |                                                                         |
| 1990年 | 《拾夢情真》                     | Alice                          |      | 提名 - 金球獎最佳音樂及喜劇類電影女主角                                 |
| 1999年 |                                  | Forget Me Never                |      | 提名 - 金球獎連續短劇與電視電影最佳女主角                               |
| 2007年 | 《亞瑟的奇幻王國：毫髮人的冒險》 | Arthur and the Invisibles      | 外婆 | 配音                                                                    |

## 相關
- 斯蒂芬·斯皮尔伯格